# Piotr Sunin
Piotr Michajłowicz Sunin (ros. Пётр Михайлович Сунин, ur. 5 lipca 1958 w Swierdłowsku, zm. 8 kwietnia 2025) – radziecki skoczek narciarski. Najlepsze wyniki w Pucharze Świata osiągnął w sezonie 1980/1981, kiedy zajął 23. miejsce w klasyfikacji generalnej.
Po zakończeniu kariery zawodniczej sędzia i trener skoków narciarskich.
Zmarł 8 kwietnia 2025.

## Puchar Świata w skokach narciarskich

### Miejsca w klasyfikacji generalnej
- sezon 1979/1980: 60
- sezon 1980/1981: 23

### Miejsca na podium chronologicznie
- Liberec (11 stycznia 1981) - 3. miejsce